# Битва при Шумле
Сражение при Шумле — одно из крупных сражений Русско-турецкой войны 1806—1812 годов, в котором русские войска под командованием генерала Каменского разбили турецкие войска у болгарского города Шумен.

## Сражение
В кампанию 1810 года русские вели продолжительную, но безуспешную осаду Рущука, турецкий гарнизон отбивал все атаки. В это время основные силы турок под командованием великого визиря концентрировались в Шумле, где к 23 июля у визиря было 60 000 солдат. После неудачного штурма русскими Рущука 22 июля, визирь решил нанести удар по осаждающей армии, выделив для этого половину своей армии, 30 000 человек. В случае успешного развития события визирь намеревался ввести в бой всю армию.
Командующий русским войсками граф Каменский 1-й получил донесения разведки, о планах турок ударить ему в тыл. 23 июля утром турки начали выходить из Шумлы и приближались к авангарду русской армии под командованием генерала Сабанеева. По приказу Каменского Сабанеев, перестроившись в каре выдвинулся вперёд для того, чтобы выиграть пространства для развёртывания основных сил русской армии. Для усиления авангарда, на его правую сторону был выдвинут корпус генерала Маркова, левый фланг занял генерал Воинов, в резерве стоял корпус генерала Инзова.
В 7 утра турки атаковали каре Сабанеева, но попав под шквальный пушечный огонь отступили, при этом были атакованы драгунами Лифляндского полка. Видя неудачу, турки перенесли основной удар на правый фланг, где находился Марков. Лесистая местность помогла туркам вплотную подойти к русским позициям, однако турки не смогли взломать оборону отбиваемые артиллерией. В то же время русская кавалерия опрокинула турецкую. После неудачных атак, турки решили обрушить на русские позиции огонь артиллерии, для чего выдвинули вперёд орудия. Однако в завязавшейся артиллерийской перестрелке огонь русских был удачнее. В это время колонна генерала Воинова ударила в правый фланг турок, одновременно колонна князя Долгорукова ударила в левый. Опасаясь окружения турки начали отступать, в это время для преследования выдвинулся и центр русской армии. Визирь так и не решился выйти на помощь своей армии, и заперся с её остатками в Шумле.
Трофеями русских стали 40 знамён, 200 пленных, в том числе один паша. Потери турок составили 6000 убитыми, ещё столько же разбежалось после поражения. Потери русских до 500 убитыми и ранеными. Граф Каменский за это победу получил орден Св. Георгия 2-й степени.